# Station Coombe Junction Halt
Coombe Junction Halt is een spoorwegstation van National Rail in Coombe, Caradon in Engeland. Het station is eigendom van Network Rail en wordt beheerd door Great Western Railway. 